# Proces historyczny
Proces historyczny - kategoria filozofii historii i metodologii historii opisująca wydarzenia historyczne jako wzajemne powiązane relacją przyczynowo-skutkową, a także powiązane teleologicznie. 
Kategoria procesu historycznego łączy przeszłość, teraźniejszość z przyszłością w jedno czasowe i wydarzeniowe continuum. Wydarzenia przeszłe łączone są z teraźniejszymi relacją przyczynowo - skutkową. Teraźniejszość jest pojmowana jako skutek przeszłości. Zarówno przeszłość jak i teraźniejszość łączone są z przyszłością za pomocą relacji teleologicznej, gdyż cel obecnych i dawnych wydarzeń znajduje się w przyszłości.